# Guatteria dolichophylla
Guatteria dolichophylla este o specie de plante angiosperme din genul Guatteria, familia Annonaceae, descrisă de Robert Elias Fries. Conform Catalogue of Life specia Guatteria dolichophylla nu are subspecii cunoscute.